# Алга, Кыргызстан!
Алга, Кыргызстан! (кирг. Вперед, Кыргызстан!) — киргизская партия власти при Аскаре Акаеве, созданная его дочерью в 2003 году и ушедшая в тень после Тюльпановой революции 2005 года. Образована в результате слияния четырёх партий («Жаны заман — Новое время», «Манас эл», партии кооператоров Кыргызстана и «Жаны кыймыл») на объединительном съезде в Бишкеке 7 сентября 2003 года. В работе съезда приняли участие 300 человек, избран политсовет во главе с Болотом Бегалиевым и принят манифест «За сильный Кыргызстан!». Нынешний депутат Жогорку Кенеш Равшан Жеенбеков был включен в состав политсовета партии. Основными принципами новой партии были объявлены курс на демократию, рыночную экономику и общенациональное согласие.
В 2005 году на выборах в Жогорку Кенеш партия «Алга, Кыргызстан» набрала наибольшее количество голосов. После Тюльпановой революции на основе партии «Алга, Кыргызстан» было создано общественное движение «Мекеним Кыргызстан».